# Bussbolag
Ett bussbolag är ett företag som tillhandahåller bussar åt andra organisationer eller sköter någon form av trafik, och är därmed ett trafikföretag. Det kan röra sig om såväl turisttransporter som linjetrafik. Inom kollektivtrafik förekommer såväl privata som offentligägda (till exempel kommunala) bussbolag.